# Rue des Héros-Ukrainiens
La rue des Héros-Ukrainiens (en lituanien : Ukrainos Didvyrių gatvėje) est une voie de Vilnius.

## Situation et accès
La rue des Héros-Ukrainiens est située à Vilnius,,,,.

## Origine du nom
Le nom de la rue a été adopté en signe de protestation contre l'invasion russe de l'Ukraine,. Ainsi, selon Remigijus Simasius : « La carte de visite de chaque membre de l’ambassade de Russie [à Vilnius] devra honorer les héros ukrainiens ».

## Historique
Le 3 mars 2022, le maire de Vilnius, Remigijus Simasius, annonce que le conseil municipal nommera la voie, jusque-là sans nom, « rue des Héros ukrainiens »,,. Le 9 mars, les panneaux de signalisation routière arborant le toponyme lituanien et ukrainien de la rue sont installés,,.

## Bâtiments remarquables et lieux de mémoire

### Ambassade de Russie
Dans cette rue est présente l’ambassade de Russie en Lituanie,,,.